# Đảng Nhân dân Campuchia
Đảng Nhân dân Campuchia (CPP; tiếng Khmer: គណបក្សប្រជាជនកម្ពុជា; tiếng Anh: Cambodian People's Party) là một tổ chức chính trị ở Campuchia. Tổ chức tiền thân của đảng này là Đảng Nhân dân Cách mạng Khmer (KPRP).

## Lịch sử
Năm 1951, Đảng Cộng sản Đông Dương tách ra thành ba đảng riêng biệt của ba nước Đông Dương. Campuchia thành lập đảng riêng mang tên Đảng Nhân dân Cách mạng Khmer và tổ chức đại hội đảng lần thứ nhất. Hệ tư tưởng của đảng là chủ nghĩa Mác-Lênin. Sau Hiệp định Genève, 1954, KPRP rút vào hoạt động bí mật.
Đại hội đảng lần thứ hai (tháng 9 năm 1960) đã bầu Tou Samouth làm Tổng Bí thư đảng. Tại đại hội này, Pol Pot được bầu giữ vị trí thứ ba trong ban lãnh đạo KPRP. Pol Pot đã tập hợp phe cánh để tiếm quyền lãnh đạo KPRP, đổi tên đảng thành Đảng Công nhân Khmer (WPK). Sau khi Tổng Bí thư Tou Samouth mất tích một cách bí ẩn, Pol Pot đã triệu tập hội nghị trung ương đảng vào tháng 1 năm 1963 và lên làm Tổng Bí thư.
Năm 1966, Pol Pot đổi tên Đảng Công nhân Khmer thành Đảng Cộng sản Khmer (KCP), còn được biết đến dưới cái tên Khmer Đỏ (Khmer Rouge), thực hiện chính sách diệt chủng đối với nhân dân Campuchia (1975-1979).
Từ ngày 5 đến ngày 9 tháng 1 năm 1979, kế thừa Đảng Nhân dân Cách mạng Khmer, ban lãnh đạo của Mặt trận Đoàn kết Dân tộc Cứu nước Campuchia tổ chức Đại hội đảng lần thứ ba thông qua cương lĩnh và điều lệ mới với nhiệm vụ "đánh đổ chính quyền của tập đoàn phản động Pôn Pốt - I-eng Xa-ri, thiết lập chế độ dân chủ nhân dân làm cho Campuchia trở thành một nước hòa bình, độc lập, dân chủ và tiến lên chủ nghĩa xã hội". Đại hội bầu 21 ủy viên trung ương, bầu Pen Sovann làm Tổng Bí thư và 7 thành viên Bộ Chính trị.
Đại hội đảng lần thứ tư (từ ngày 26 đến 28 tháng 5 năm 1981) đề ra nhiệm vụ trung tâm của cách mạng Campuchia là bảo vệ vững chắc nền độc lập dân tộc, xây dựng Tổ quốc và chính thức lấy tên đảng là Đảng Nhân dân Cách mạng Campuchia (CPRP), bầu Heng Samrin làm Tổng Bí thư.
Đại hội Đảng lần thứ năm (từ ngày 13 đến ngày 16 tháng 10 năm 1985) đã tổng kết 7 năm hồi sinh của dân tộc, đề ra nhiệm vụ chiến lược chung và các chủ trương mới về đối nội và đối ngoại, Heng Samrin tiếp tục được bầu làm Tổng Bí thư.
Tại Đại hội bất thường ngày 17 tháng 10 năm 1991, CPRP đã đổi tên thành Đảng Nhân dân Campuchia và từ bỏ ý thức hệ Mác-xít, bầu Heng Samrin làm Chủ tịch danh dự, Chea Sim làm Chủ tịch và Hun Sen làm Phó Chủ tịch Ban Chấp hành Trung ương đảng.
Hiện nay Đảng Nhân dân Campuchia là đảng cầm quyền ở Campuchia với Hun Sen làm Thủ tướng, Chea Sim làm Chủ tịch Thượng nghị viện, và Heng Samrin làm Chủ tịch Quốc hội (Hạ nghị viện) Campuchia. Đảng giành 64 ghế trong tổng số 123 ghế Quốc hội trong tổng tuyển cử năm 1998, 73 ghế trong tổng tuyển cử năm 2003 và 90 ghế trong tổng tuyển cử năm 2008.

## Lãnh đạo Cộng hòa Nhân dân Campuchia (1979–1993)
- Heng Samrin: Tổng Bí thư Đảng Nhân dân Cách mạng Khmer (1981–91); Chủ tịch Hội đồng Cách mạng (sau là Hội đồng Nhà nước) (1979–92)
- Chea Sim: Bộ trưởng Bộ Nội vụ (1979–81); Chủ tịch Quốc hội (1981-92), Chủ tịch Hội đồng Nhà nước (1992–93)
- Pen Sovann: Bộ trưởng Bộ Quốc phòng (1979–81); Tổng Bí thư Đảng Nhân dân Cách mạng Khmer (1979–81); Thủ tướng Chính phủ (1981)
- Hun Sen: Bộ trưởng Bộ Ngoại giao (1979–86; 1987–90); Phó Thủ tướng (1981–85), Thủ tướng Chính phủ (1985–93)
- Chan Sy: Bộ trưởng Bộ Quốc phòng (1981-1982), Thủ tướng Chính phủ (1981–84)
- Say Phouthang: Phó Chủ tịch Hội đồng Nhà nước (1979–93)
- Kong Korm: Bộ trưởng Bộ Ngoại giao (1986–87)
- Hor Namhong: Bộ trưởng Bộ Ngoại giao (1990–93)
- Chea Soth: Bộ trưởng Bộ Kế hoạch (1982–86), Phó Thủ tướng (1982–92)
- Bou Thang: Phó Thủ tướng (1982–92), Bộ trưởng Bộ Quốc phòng (1982–86)
- Math Ly:

## Lãnh đạo Đảng
| Họ và tên   | Từ         | Tới        |
| ----------- | ---------- | ---------- |
| Pen Sovann  | 5/1/1979   | 5/12/1981  |
| Heng Samrin | 5/12/1981  | 17/10/1991 |
| Chea Sim    | 17/02/1991 | 8/6/2015   |
| Hun Sen     | 20/6/2015  | nay        |

## Tổ chức
Đảng gồm một Ủy ban Thường trực gồm 34 thành viên, thường được gọi Bộ Chính trị. Thành viên hiện tại:
1. Hun Sen (Chủ tịch)
2. Heng Samrin (Chủ tịch danh dự)
3. Sar Kheng (Phó Chủ tịch)
4. Say Chhum (Chủ tịch Ủy ban Thường vụ)
5. Say Phouthang
6. Bou Thang
7. Tea Banh
8. Men Sam An
9. Nguon Nhel
10. Ney Pena
11. Sim Ka
12. Ke Kim Yan
13. Pol Saroeun
14. Kong Som Ol
15. Sok An
16. Im Chhun Lim
17. Dith Munty
18. Chea Chanto
19. Uk Rabun
20. Cheam Yeap
21. Ek Sam Ol
22. Som Kim Suor
23. Khuon Sudary
24. Pen Pannha
25. Chhay Than
26. Hor Nam Hong
27. Bin Chhin
28. Keat Chhon
29. Yim Chhay Ly
30. Tep Ngorn
31. Kun Kim
32. Meas Sophea
33. Neth Savoeun